# だいどう豊里駅
だいどう豊里駅（だいどうとよさとえき）は、大阪府大阪市東淀川区大桐一丁目にある、大阪市高速電気軌道 (Osaka Metro) 今里筋線の駅。駅番号はI13。

## 概要
大阪市編入直前の西成郡大道村と同郡豊里村の境界線上に位置する。「だいどう」が平仮名になっているのは、現在の町名に「大道」と「大桐」の二表記が存在するため。
Osaka Metroの駅のうち、平仮名を正式駅名とするのは当駅と文の里駅、中ふ頭駅のみである（なんば・あびこ・なかもずの正式駅名はそれぞれ難波・我孫子・中百舌鳥と漢字）。

## 歴史
- 2006年（平成18年）
  - 7月10日：駅名を「だいどう豊里」駅に正式決定（仮駅名は｢豊里｣であった）。
  - 12月24日：開業。
- 2018年（平成30年）4月1日：大阪市交通局の民営化により、大阪市高速電気軌道 (Osaka Metro) の駅となる。

## 駅構造
島式ホーム1面2線の地下駅。可動式ホーム柵が設置されている。改札口は1ヶ所のみ。トイレは改札内奥にある。
当駅は、清水管区駅に所属しており、井高野駅が管轄している。

### のりば
| 番線 | 路線     | 行先       |
| ---- | -------- | ---------- |
| 1    | 今里筋線 | 今里方面   |
| 2    | 今里筋線 | 井高野方面 |

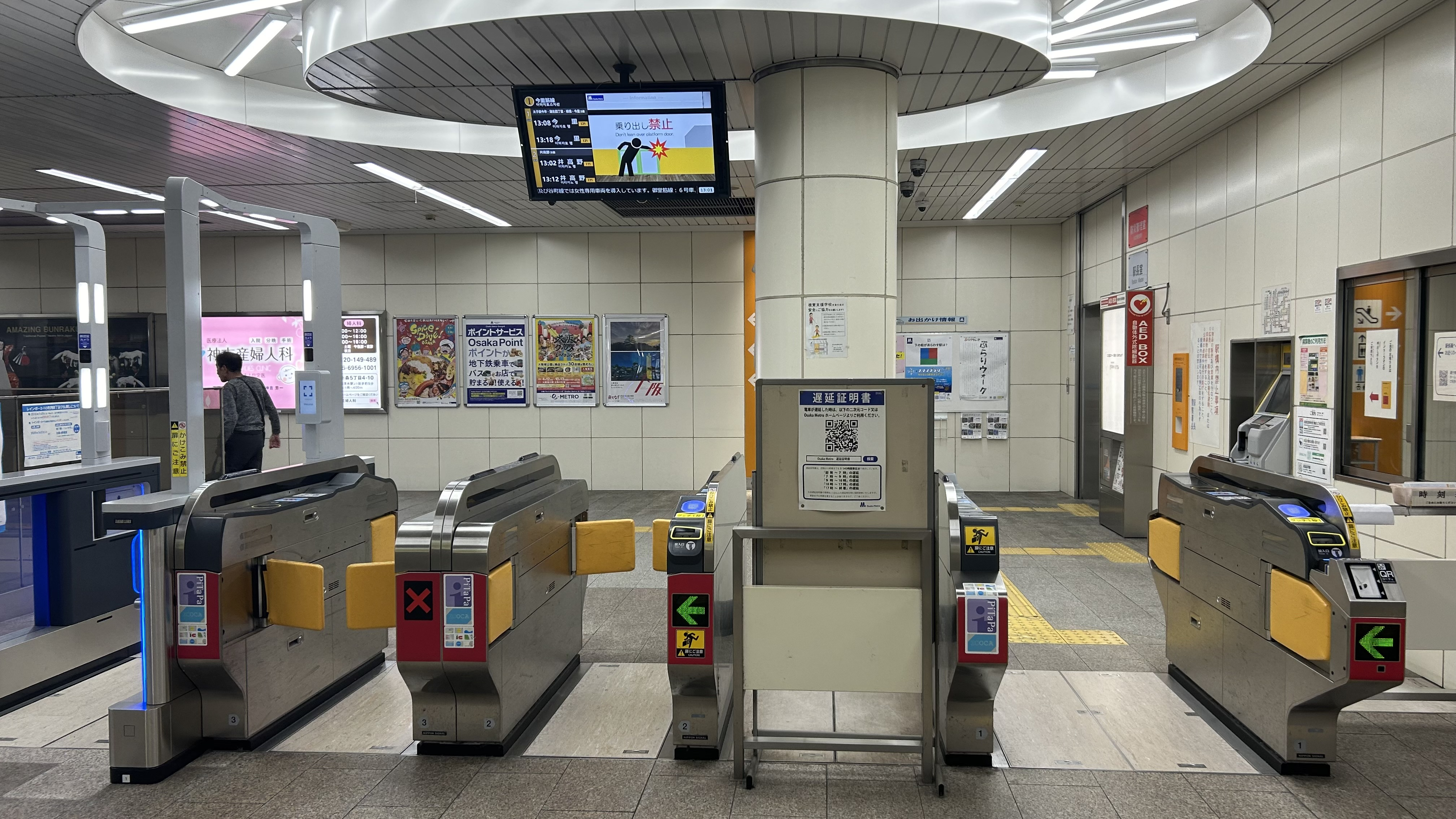
改札（2025年5月）
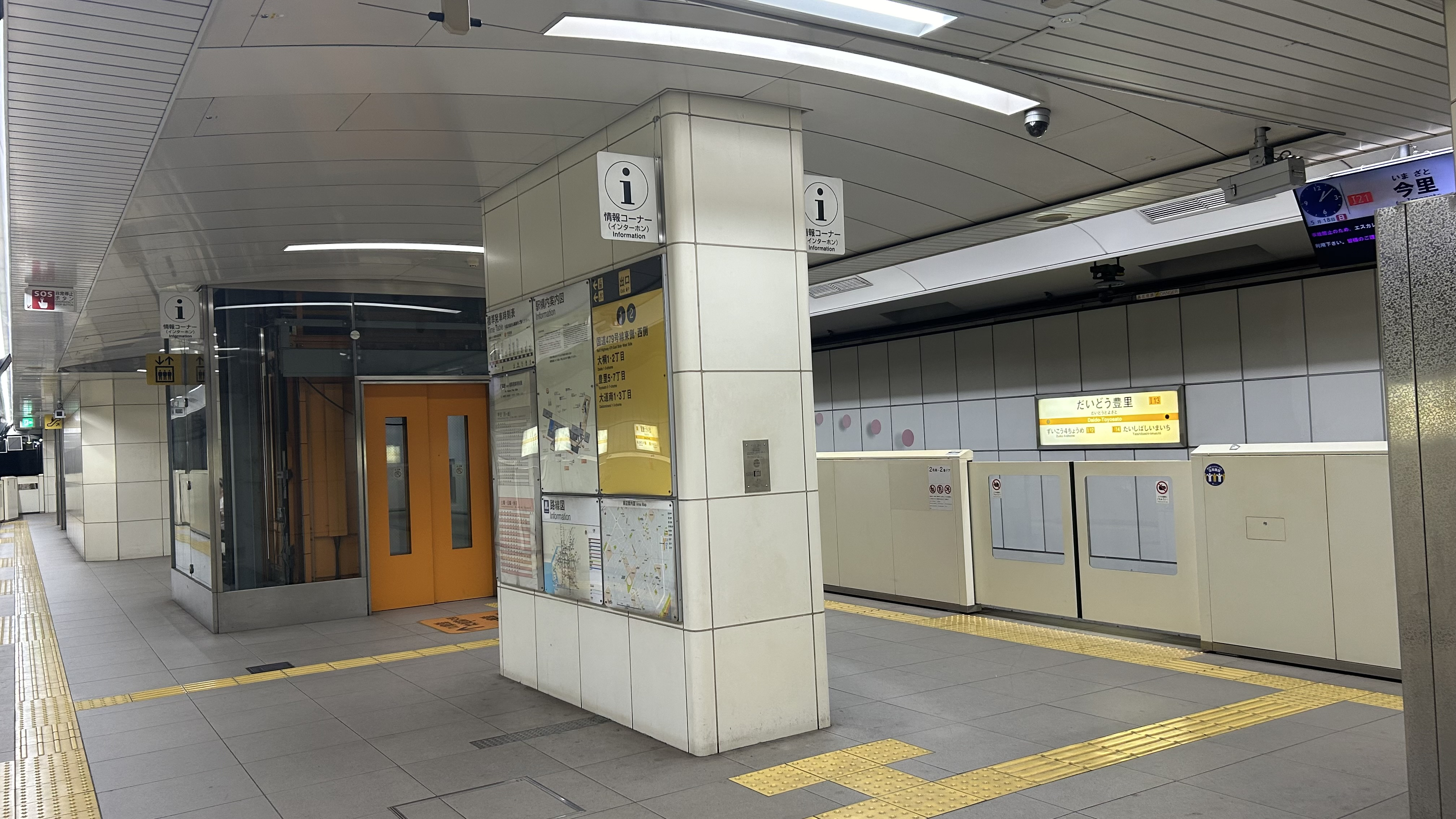
プラットホーム（2025年5月）
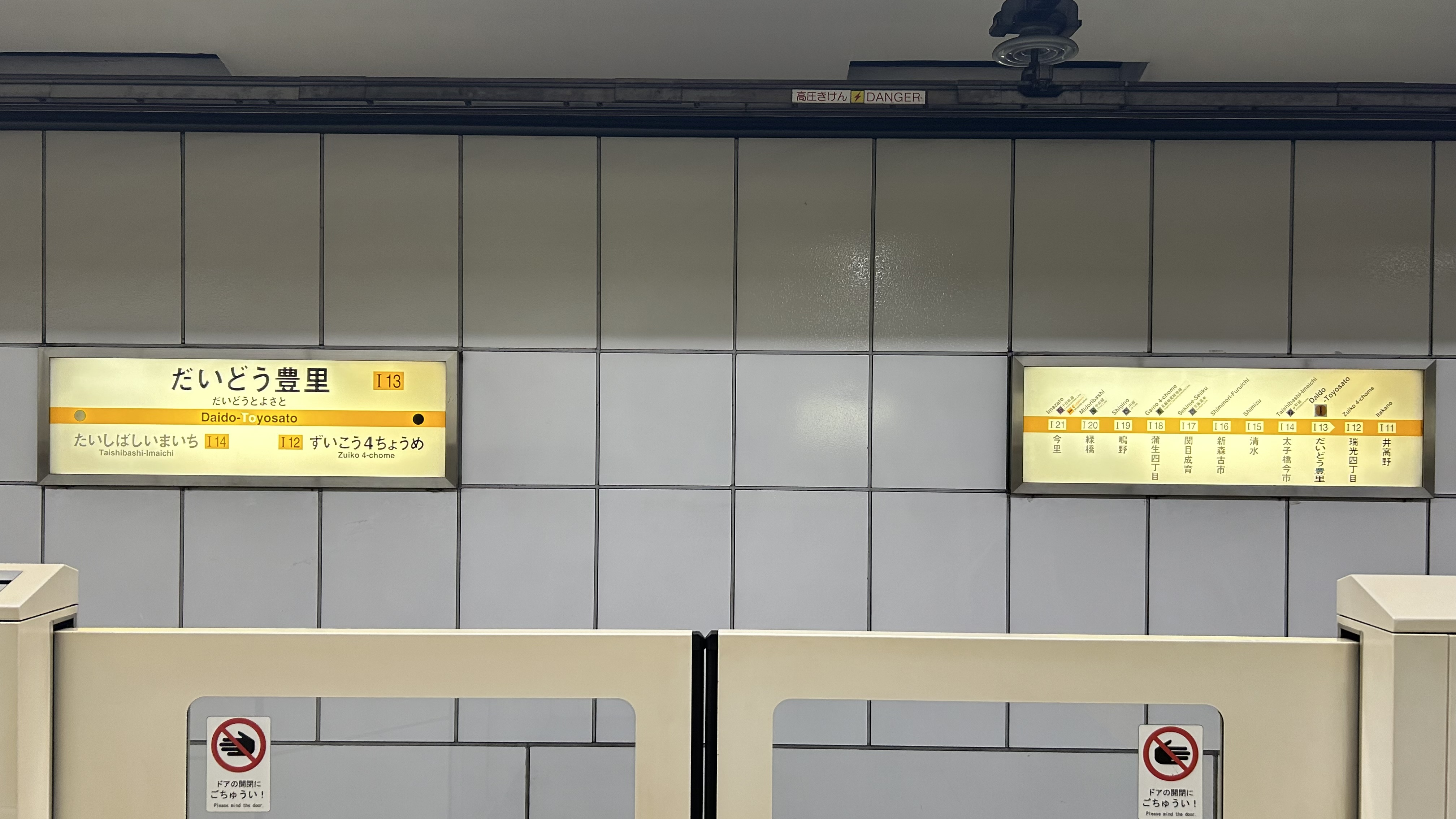
駅名標

### 出口
| 出口番号 | 出口周辺         | 備考             |
| -------- | ---------------- | ---------------- |
| 1        | シティバスのりば | エレベーターあり |
| 2        | シティバスのりば | エレベーターあり |

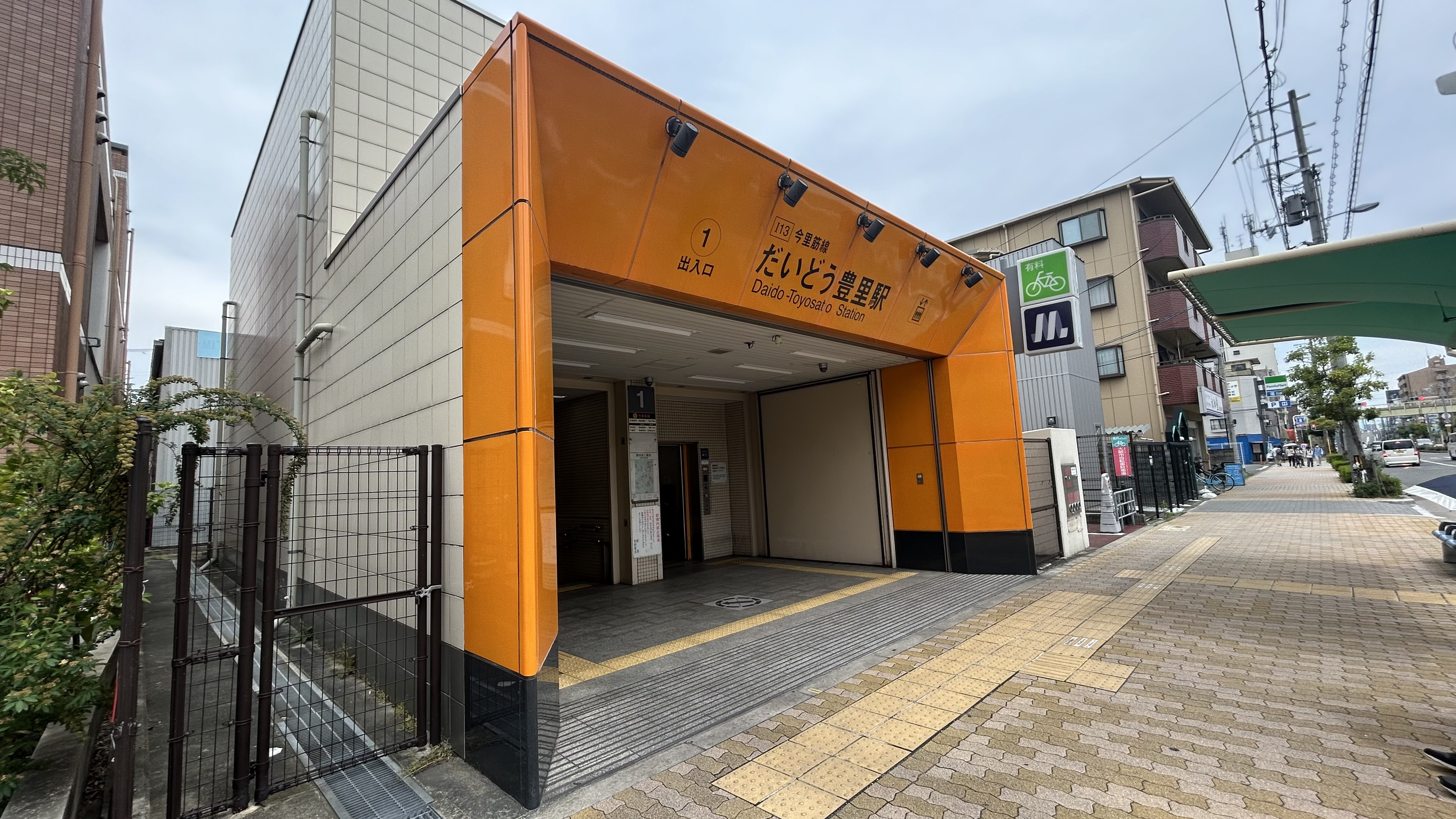
1号出入口（2025年5月）
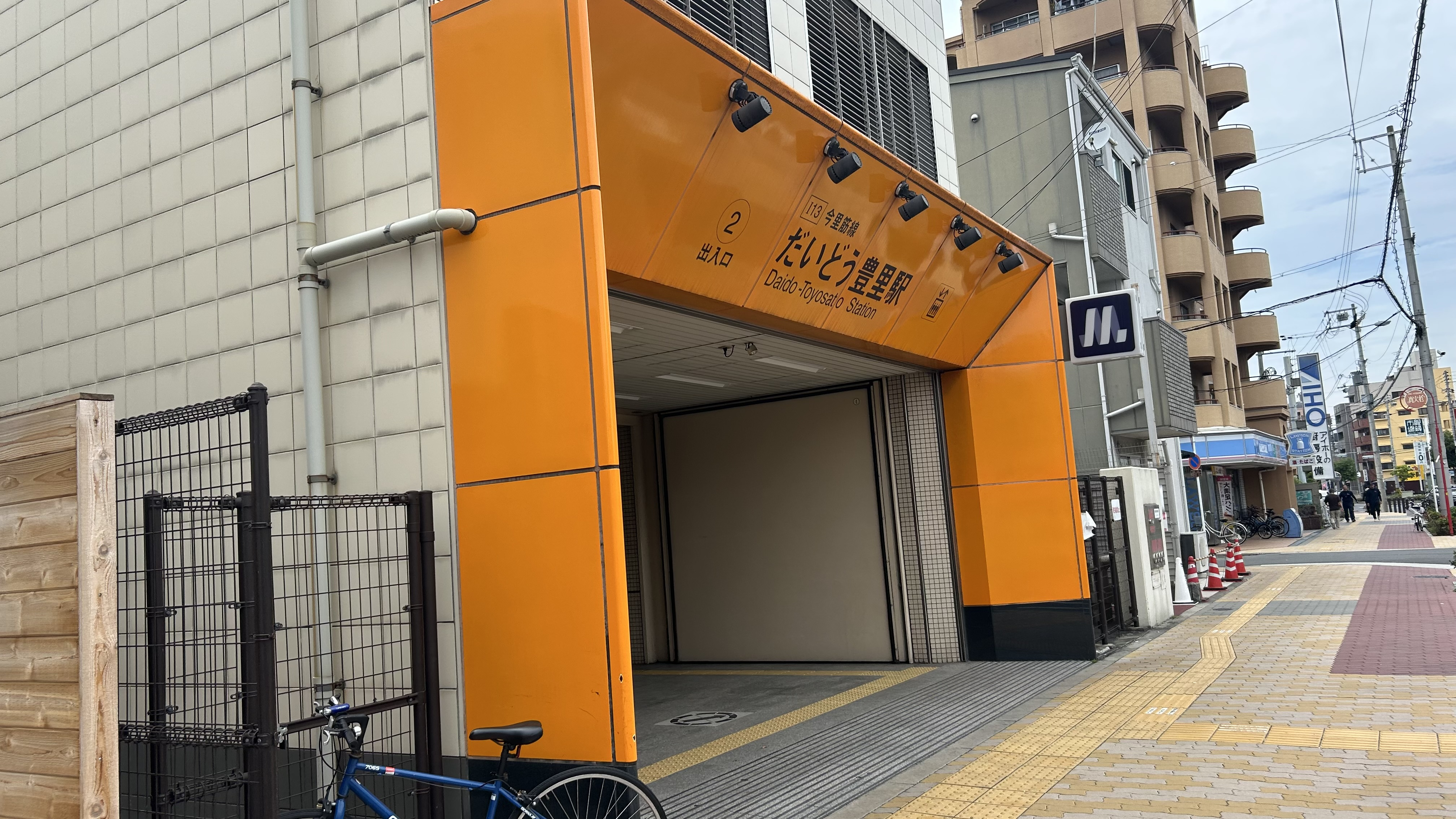
2号出入口（2025年5月）

## 利用状況
2024年11月12日の1日乗降人員は9,732人（乗車人員：4,940人、降車人員：4,792人）であり、今里筋線の駅では11駅中7位（他地下鉄路線と接続しない駅では3位）。
各年度の特定日利用状況は下表の通り。
| 年度               | 調査日   | 乗車人員 | 降車人員 | 乗降人員 | 出典          | 出典          |
| 年度               | 調査日   | 乗車人員 | 降車人員 | 乗降人員 | メトロ        | 大阪府        |
| ------------------ | -------- | -------- | -------- | -------- | ------------- | ------------- |
| 2007年（平成19年） | 11月13日 | 2,763    | 2,650    | 5,413    |               | [ 大阪府 1 ]  |
| 2008年（平成20年） | 11月11日 | 3,344    | 3,165    | 6,509    |               | [ 大阪府 2 ]  |
| 2009年（平成21年） | 11月10日 | 3,566    | 3,489    | 7,055    |               | [ 大阪府 3 ]  |
| 2010年（平成22年） | 11月09日 | 3,746    | 3,571    | 7,317    |               | [ 大阪府 4 ]  |
| 2011年（平成23年） | 11月08日 | 3,966    | 3,797    | 7,763    |               | [ 大阪府 5 ]  |
| 2012年（平成24年） | 11月13日 | 4,088    | 3,950    | 8,038    |               | [ 大阪府 6 ]  |
| 2013年（平成25年） | 11月19日 | 4,321    | 4,177    | 8,498    | [ メトロ 1 ]  | [ 大阪府 7 ]  |
| 2014年（平成26年） | 11月11日 | 4,484    | 4,303    | 8,787    | [ メトロ 2 ]  | [ 大阪府 8 ]  |
| 2015年（平成27年） | 11月17日 | 4,697    | 4,600    | 9,297    | [ メトロ 3 ]  | [ 大阪府 9 ]  |
| 2016年（平成28年） | 11月08日 | 4,693    | 4,528    | 9,221    | [ メトロ 4 ]  | [ 大阪府 10 ] |
| 2017年（平成29年） | 11月14日 | 4,995    | 4,820    | 9,815    | [ メトロ 5 ]  | [ 大阪府 11 ] |
| 2018年（平成30年） | 11月13日 | 4,860    | 4,695    | 9,555    | [ メトロ 6 ]  | [ 大阪府 12 ] |
| 2019年（令和元年） | 11月12日 | 4,997    | 4,774    | 9,771    | [ メトロ 7 ]  | [ 大阪府 13 ] |
| 2020年（令和02年） | 11月10日 | 4,402    | 4,177    | 8,579    | [ メトロ 8 ]  | [ 大阪府 14 ] |
| 2021年（令和03年） | 11月16日 | 4,574    | 4,331    | 8,905    | [ メトロ 9 ]  | [ 大阪府 15 ] |
| 2022年（令和04年） | 11月15日 | 4,682    | 4,521    | 9,203    | [ メトロ 10 ] | [ 大阪府 16 ] |
| 2023年（令和05年） | 11月07日 | 4,876    | 4,635    | 9,511    | [ メトロ 11 ] | [ 大阪府 17 ] |
| 2024年（令和06年） | 11月12日 | 4,940    | 4,792    | 9,732    | [ メトロ 12 ] |               |

## 駅周辺
この駅付近では今里筋線は国道479号線の地下を走っている。駅から約1kmほど南東方向に行くと、淀川にかかる豊里大橋があり、その下を地下鉄も走っている。
駅付近は、住宅地であり、市営豊里住宅、 市営豊里第二住宅、市営大道南住宅といった公営住宅も立地する。
- 大阪府立大阪北視覚支援学校
- 大阪府立淀川清流高等学校
- 大阪市立東淀中学校
- 大阪市立豊里小学校
- 大阪市立大道南小学校
- 大阪市立豊里南小学校
- 大阪市立大桐小学校
- 大宮（神社）
- 豊里郷土資料館
- 東淀川大桐郵便局

## バス路線
最寄停留所は地下鉄だいどう豊里となる。以下の路線が乗り入れ、大阪シティバスにより運行されている。
- 86号系統：布施駅前/上新庄駅前

## 隣の駅
大阪市高速電気軌道 (Osaka Metro)
 今里筋線
瑞光四丁目駅 (I12) - だいどう豊里駅 (I13) - 太子橋今市駅 (I14)
- ( ) 内は駅番号を示す。

### 記事本文

### 利用状況
1. ↑  路線別駅別乗降人員 - 大阪市高速電気軌道
2. ↑  大阪府統計年鑑 - 大阪府
3. ↑  大阪市統計書 - 大阪市

#### 大阪市高速電気軌道
1. ↑  路線別乗降人員 （2013年11月19日（火）交通調査） (PDF)
2. ↑  路線別乗降人員 （2014年11月11日（火）交通調査） (PDF)
3. ↑  路線別乗降人員 （2015年11月17日（火）交通調査） (PDF)
4. ↑  路線別乗降人員 （2016年11月8日（火）交通調査） (PDF)
5. ↑  路線別乗降人員 （2017年11月14日（火）交通調査） (PDF)
6. ↑  路線別乗降人員 （2018年11月13日（火）交通調査） (PDF)
7. ↑  路線別乗降人員 （2019年11月12日（火）交通調査） (PDF)
8. ↑  路線別乗降人員 （2020年11月10日（火）交通調査） (PDF)
9. ↑  路線別乗降人員 （2021年11月16日（火）交通調査） (PDF)
10. ↑  路線別乗降人員 （2022年11月15日（火）交通調査） (PDF)
11. ↑  路線別乗降人員 （2023年11月7日（火）交通調査） (PDF)
12. ↑  路線別乗降人員 （2024年11月12日（火）交通調査） (PDF)

#### 大阪府統計年鑑
1. ↑  大阪府統計年鑑（平成20年） (PDF)
2. ↑  大阪府統計年鑑（平成21年） (PDF)
3. ↑  大阪府統計年鑑（平成22年） (PDF)
4. ↑  大阪府統計年鑑（平成23年） (PDF)
5. ↑  大阪府統計年鑑（平成24年） (PDF)
6. ↑  大阪府統計年鑑（平成25年） (PDF)
7. ↑  大阪府統計年鑑（平成26年） (PDF)
8. ↑  大阪府統計年鑑（平成27年） (PDF)
9. ↑  大阪府統計年鑑（平成28年） (PDF)
10. ↑  大阪府統計年鑑（平成29年） (PDF)
11. ↑  大阪府統計年鑑（平成30年） (PDF)
12. ↑  大阪府統計年鑑（令和元年） (PDF)
13. ↑  大阪府統計年鑑（令和2年） (PDF)
14. ↑  大阪府統計年鑑（令和3年） (PDF)
15. ↑  大阪府統計年鑑（令和4年） (PDF)
16. ↑  大阪府統計年鑑（令和5年） (PDF)
17. ↑  大阪府統計年鑑（令和6年） (PDF)